# EMPACT (Europol)
EMPACT ist ein Akronym für die European Multidisciplinary Platform Against Criminal Threats, ein integrierter Ansatz der Europäischen Union zur Zusammenarbeit von Zoll, Polizei und Justiz im Bereich von Informationsaustausch, Entwicklung und Innovation, Fortbildung und Vorbeugung auf dem Feld der Inneren Sicherheit. Sie wird durch Europol koordiniert.

## Entstehung
Im Rahmen der EU-Methodologie des Policy-cycles wurde EMPACT 2012/2013 eingeführt und in den Perioden 2014–2017 und 2018–2021 weiter ausgebaut. Der Policy-cycle hat eine Dauer von vier Jahren. Nach Beschluss des Rates der Europäischen Union wurde EMPACT 2022 als dauerhaftes Instrument im Kampf gegen die Organisierte Kriminalität implementiert.

### Ablauf des Policy-cycles
Im ersten Schritt wird eine umfangreiche Analyse des Kriminalitätsgeschehens im Bereich der organisierten und schweren Kriminalität vorgenommen (SOCTA = serious and organised crime threat assessment). Im zweiten Schritt setzt der Rat der Europäischen Union die Schwerpunkte durch einen mehrjährigen Strategieplan (GM-ASP = general multi-annual strategic plan) und gemeinsame strategische Rahmenziele (common horizontal strategic goals).
Im dritten Schritt erfolgt die Ausarbeitung jährlicher Aktionspläne auf operativer Ebene (operative action plans).
Im vierten Schritt werden die Ergebnisse, Erfolge und Misserfolge, unabhängig ausgewertet. Diese Schlussfolgerungen fließen in den nächsten Policy-cycle EMPACT ein.

## Schwerpunkte ab 2022
Die Schwerpunkte von EMPACT im Rahmen der Kriminalitätsbekämpfung sind ab 2022:
- kriminelle Hoch-Risiko-Netzwerke, d. h. umfangreiche organisierte Strukturen zur Begehung schwerer Kriminalität wie Gewaltverbrechen, Bestechung, Einsatz von Automatischen Waffen und Geldwäsche
- orchestrierte Cyberangriffe
- Menschenhandel und Schleusung von Migranten
- sexuelle Ausbeutung von Kindern
- Drogenhandel und Proliferation von Drogen mit Schwerpunkt auf Cannabis, Heroin und Kokain sowie synthetischen Drogen und neue psychoaktivde Substanzen
- Wirtschaftsdelikte wie Online-Betrügereien (Skimming, Phishing etc.), Verbrauchssteuerbetrug (Tabaksteuer), Karussellbetrug, Produktpiraterie, Geldfälschung und Geldwäsche
- Eigentumskriminalität wie bandenmäßiger Einbruchs- oder Kraftfahrzeugdiebstahl, illegaler Kunsthandel und Antikenhehlerei, Geldautomatensprengung
- Umweltdelikte wie illegale Müllentsorgung und Abfallproliferation, Verstöße gegen den Artenschutz (illegaler Handel mit geschützten Arten)
- Proliferation und illegaler Handel von Schusswaffen

## Beispiele
- Die sogenannten PANDORA-Operationen von EMPACT richten sich gegen den illegalen Handel mit Kulturgut. In den Mitgliedstaaten finden dann gemeinsame Operationen statt, um gestohlene Kunstwerke, archäologische Gegenstände und Münzen.[4]
- Im Mai 2025 wurde unter Leitung deutscher Ermittler ein umfangreiches kriminelles Netzwerk aufgedeckt. Von Israel aus ergaunerten Dutzende Betrüger unter falschen Namen über Callcenter in der EU über viele Jahre mit gefälschten Online-Investmentplattformen Millionen Euro. Die Täter lockten Opfer mit der Zusage hoher Renditen an. Eingezahltes Geld wurde von den Tätern vereinnahmt.[5][6]